# Contratto telematico
Per contratto telematico si intende lo scambio tra proposta e accettazione operato a distanza attraverso la rete telematica.

## Le tipologie
Si individuano due tipologie di contratto telematico:
- Contratto stipulato per posta elettronica. In esso le dichiarazioni dei contraenti sono contenute in un file di testo, suddiviso in due parti, una relativa all'intestazione del destinatario e del mittente, l'altra relativa al messaggio stesso (il mittente può anche inviare interi files binari che viaggiano assieme al messaggio, cosiddetto attachment), che vengono scambiate attraverso la posta elettronica. Il messaggio trasmesso per posta elettronica, ove il destinatario non sia connesso in Internet, non giunge direttamente nella memoria del computer del destinatario, ma giace temporaneamente in uno spazio dell'hard disk del server presso il provider: solo con la connessione alla posta elettronica l'utente sarà in grado di conoscere i messaggi prevenutigli. Nell'ordinamento italiano, il perfezionamento dei contratti a distanza si realizza nel momento in cui la dichiarazione di accettazione giunge all'indirizzo del proponente. Nel caso, tuttavia, opera l'art. 1335 cod. civ., che stabilisce una presunzione di conoscenza iuris tantum rispetto alla dichiarazione giunta all'indirizzo del destinatario. Presunzione che può essere vinta con la prova a carico del destinatario che si sia stati, senza colpa, nell'impossibilità di avere avuto notizia della comunicazione. Nel contratto stipulato per posta elettronica, l'espressione “giungere all'indirizzo del destinatario” dell'art. 1335 cod. civ., significa, dunque, non già l'incasellamento nella propria posta elettronica, contestuale al momento dello “scaricamento” elettronico dei messaggi, quanto, piuttosto, la ricezione da parte del provider. Il contratto si perfeziona, perciò, allorquando un'accettazione conforme alla proposta giunge nel contenitore dei messaggi del provider, fatta salva la dimostrazione in capo al destinatario di essere stato nell'incolpevole impossibilità di averne notizia. Ne consegue che, considerato l'esiguo spazio temporale tra il momento dell'emissione e quello della ricezione, saranno ordinariamente revocabili le proposte e le accettazioni nei limiti in cui non siano state, rispettivamente, già trasmesse o ricevute.

- Contratto stipulato con accesso a sito internet. In esso si riscontra abitualmente la compilazione di un form con indicazione anche dei numeri della carta di credito o di un codice relativo ad altri strumenti di pagamento virtuale (cosiddetta moneta elettronica). Tale comunicazione, in quanto trasmessa al sistema appositamente istruito, che così invia automaticamente la ricevuta dell'ordine, assume una connotazione di manifestazione reale del consenso; ma, in quanto indirizzata a persona effettivamente assente, che poi dovrà eseguire la prestazione principale, implica l'applicabilità delle norme sulla conclusione del contratto per inizio di esecuzione. La sovrapposizione (altrimenti illogica) tra una natura reale e allo stesso tempo non dichiarativa dell'ordine inoltrato corrisponde alla portata e complessità del fenomeno.

Il cosiddetto contratto di rete può essere stipulato con entrambe le modalità sopra riportate. Col D. L. n. 83/2012 (art. 45 co 1) viene introdotto nell'ordinamento italiano il contratto di rete per le persone giuridiche, che abbiano dichiarato di aderire ad una rete di imprese, e utilizzino il modello di contratto tipizzato (non ancora reso disponibile dal Ministero della Giustizia). Il contratto di rete non può essere utilizzato tra una persona fisica e una giuridica, oppure tra due persone fisiche, né fra due aziende qualsiasi, ma limitatamente a quelle aderenti ad un'impresa a rete. 

Il contratto di rete è una modalità alternativa a quelle della scrittura privata con autentica di firma, o dell'atto notarile (con le quali può comunque essere sottoscritto), che richiedono entrambi l'intervento di personale esterno alle parti (notaio o pubblico ufficiale autorizzato). Presenta comunque il limite di dovere essere annotato presso ognuno dei registri in cui sono registrate le imprese aderenti. 
In sé crea solamente effetti obbligatori tra le parti, può prevedere un organo comune e un fondo patrimoniale, ma resta privo di soggettività giuridica: se invece gli imprenditori optano per la "rete-organizzazione", è sufficiente annotare il contratto presso il Registro delle Imprese per creare un nuovo soggetto indipendente, che è obbligato a tenere una contabilità propria , e che può firmare contratti con la Pubblica Amministrazione (L. n. 221/2012).

## Nel Regno Unito
Nel Regno Unito esiste una modalità di sottoscrizione fra imprese che prevede la conferma per accettazione di entrambe le parti tramite e-mail, e l'archiviazione di una copia elettronica controfirmata presso un ente pubblico terzo, in modo che, in caso di contenzioso, il giudice competente abbia a disposizione in tempi brevi la certezza dell'obbligazione. Questo tipo di contratto talora è associato alla fatturazione elettronica, che consente a sua volta di accertare rapidamente l'effettiva consegna del bene/fruizione del servizio oggetto della fornitura (se accettata dalla parte obbligata), e il relativo pagamento.

## Evoluzione storica
Il termine contratto telematico è stato coniato nel 1997 da una dottrina civilistica italiana (Alberto Maria Gambino, con il libro L'accordo telematico), suscitando un vivace dibattito tra autorevoli giuristi italiani, esemplificatosi nello scambio epistolare tra Natalino Irti e Giorgio Oppo sulla questione se collocare o meno il fenomeno entro la vicenda dell'accordo negoziale.

## Riferimenti normativi
In data 20 maggio 1997, il Parlamento Europeo e il Consiglio dell'Unione Europea hanno adottato la dir. n. 97/7/Ce riguardante la protezione dei consumatori nei contratti negoziati a distanza. Il d.lg. di recepimento 22 maggio 1999, n. 185 ha definito il contratto a distanza quale quello “avente per oggetto beni e servizi, stipulato fra un fornitore e un consumatore nell'ambito di un sistema di vendita o di prestazioni di servizi a distanza, organizzato dal fornitore, che per tale contratto impiega esclusivamente una o più tecniche di comunicazione a distanza, fino alla conclusione del contratto, compresa la conclusione del contratto stessa" (norma ora riformulata all'art. 50 del Codice del consumo, con la sostituzione della parola fornitore con professionista).
La normativa si applica al contratto a distanza “stipulato tra un professionista e un consumatore” (art. 50, lett. a, Codice del consumo), specificando che per consumatore o utente va intesa “la persona fisica che agisce per scopi estranei all'attività imprenditoriale o professionale eventualmente svolta” (art. 3, lett. a, Codice del consumo). La tecnologia che è alla base della trasmissione è compresa nella definizione di tecnica di comunicazione a distanza: “qualunque mezzo che, senza la presenza fisica e simultanea del professionista e del consumatore, possa impiegarsi per la conclusione del contratto tra le dette parti” (art. 50, lett. c, Codice del consumo); nell'elenco allegato al d.lg. n. 185/1999 compariva la posta elettronica.
La legge prevede oneri informativi. In particolare, l'art. 3 del d. lg. n. 185/1999 (ora art. 52, primo comma, Codice del consumo), prevede una serie di informazioni obbligatorie che il consumatore deve ricevere “in tempo utile, prima della conclusione di qualsiasi contratto a distanza”. Tali informazioni, in particolare, concernono: l'identità e l'indirizzo del professionista; le caratteristiche e il prezzo del bene o del servizio; le spese di consegna e le modalità dell'esecuzione del contratto; il diritto di recesso e la sua esclusione; i costi della tecnica utilizzata e la durata del contratto. Le informazioni devono essere fornite in modo chiaro e comprensibile, con ogni mezzo adeguato alla comunicazione a distanza (art. 52, secondo comma, Codice del consumo). Inoltre si stabilisce che il consumatore deve ricevere conferma delle informazioni, per iscritto o su altro supporto duraturo a sua disposizione ed a lui accessibile, insieme all'indicazione delle condizioni e modalità del diritto di recesso, esercitabile nel termine di dieci giorni lavorativi, con diverse decorrenze a seconda che si tratti di beni o di servizi (art. 53 e art. 64 ss., Codice del consumo). Per i contratti stipulati dopo il 13 giugno 2014, valgono nuove regole fissate dal D.lgs. 21/2014 che ha recepito la Direttiva 2011/83/UE, che prevedono il diritto di recesso entro 14 giorni, purché il contratto avente ad oggetto la fornitura di servizi non sìa completamente eseguito o iniziato prima di tale termine. Con riguardo alla conclusione del contratto con accesso al sito, il quadro normativo si compone delle norme contenute nel d.lgs. n. 70 del 9 aprile 2003, di attuazione della dir. n. 2000/31/CE “relativa a taluni aspetti giuridici dei servizi della società dell'informazione nel mercato interno, con particolare riferimento al commercio elettronico”. I “servizi della società dell'informazione”, secondo l'art. 2, comma 1, lett. a, sono “le attività economiche svolte in linea – on line - nonché i servizi definiti dall'articolo 1, comma 1, lettera b), della legge 21 giugno 1986, n. 317, e successive modificazioni” (tale ultima norma intende per servizio della società dell'informazione qualsiasi servizio prestato normalmente dietro retribuzione, a distanza, per via elettronica e a richiesta individuale di un destinatario di servizi).
All'articolo 12, si disciplina l'ambito dell'offerta al pubblico, proposta contrattuale che richiede un'accettazione. In essa è fatto obbligo di indicare: le varie fasi tecniche che occorre rendere noto all'altra parte per giungere alla conclusione del contratto; il modo di correggere gli errori prima di inoltrare l'ordine; gli eventuali codici di condotta cui si aderisce e come accedervi per via telematica; le lingue a disposizione per concludere il contratto oltre all'italiano; il modo in cui il contratto concluso sarà archiviato e le relative modalità di accesso; l'indicazione degli strumenti di composizione delle controversie. Emerge in tali prescrizioni lo slittamento verso una ratio protettiva radicata nella scarsa dimestichezza e familiarità rispetto alle modalità attuative degli atti di commercio elettronico. 
Le norme vanno complessivamente lette alla luce del rapporto tra tutela del consumatore, controllo dell'efficienza del mercato e garanzia della correttezza del suo funzionamento. 
L'art. 13, 1° comma, d. lgs. n. 70/2003 conferma in linea generale l'applicabilità delle norme sulla conclusione dei contratti “anche nei casi in cui il destinatario di un bene o di un servizio della società dell'informazione inoltri il proprio ordine per via telematica”.
L'art. 45, comma 2, del d. lgs. 7 marzo 2005, n. 82 (cosiddetto CAD, Codice dell'Amministrazione Digitale), stabilisce, a proposito del documento informatico trasmesso per via telematica, che questo “si intende consegnato al destinatario se reso disponibile all'indirizzo elettronico da questi dichiarato, nella casella di posta elettronica del destinatario messa a disposizione dal gestore”.